# Сплахнум
Спла́хнум, или Сплахн (лат. Spláchnum) — род листостебельных мхов отдела Моховидные.

## Этимология
Древние греки называли Splagchnon мох или лишайник. Впоследствии К. Линней использовал это название для обозначения выделенного им рода мхов. Данный род был подробно описан и изучен И. Гедвигом.

## Описание
Таллом состоит из сочного и мягкого стебля длиной до 4 см, иногда более 6 см. Листики мягкие, длиной до 5 мм, по форме яйцевидные, обычно широкие, с жилкой и зубчатым краем. Сплахнум образует рыхлые дерновинки светло-зелёного цвета.
Однодомные и двудомные мхи. Прямостоячая коробочка с жёлтыми спорами сидит на красноватой удлинённой (1—5 см, иногда до 10 см) тонкой ножке. Крышечка выпуклая.

## Распространение и экология
Род обычен для Арктики и умеренных широт — на Новой Земле, Исландии, Шпицбергене, Земле Франца-Иосифа, Гренландии, в Европе, Монголии, Северной Америке, встречается на тропическом острове Сулавеси. Растения заселяют болота, кустарники и пастбища.
Многие виды участвуют в регуляции водного баланса на торфяниках. Другие разлагают почвенную органику, в особенности помёт крупного рогатого скота. Споры видов, растущих на экскрементах животных, распространяются с помощью мух, откладывающих в фекалии яйца.

## Виды
По информации базы данных The Plant List (на июль 2016) род включает 29 видов:
- Splachnum adolphi-friederici Broth.
- Splachnum ampullaceum Hedw.
- Splachnum arcticum R. Br.
- Splachnum australe (Sull. & Lesq.) I. Hagen
- Splachnum austriacum Brid.
- Splachnum caulescens Steud.
- Splachnum flagellare Brid.
- Splachnum gracile Dicks.
- Splachnum heterophyllum Drumm.
- Splachnum lingulatum Dicks.
- Splachnum longicollum Dicks.
- Splachnum luteum Hedw.
- Splachnum melanocaulon (Wahlenb.) Schwägr.
- Splachnum octoblepharum Hook.
- Splachnum paradoxum R. Br.
- Splachnum pensylvanicum (Brid.) Grout ex H.A. Crum
- Splachnum purpurascens Hook. f. & Wilson
- Splachnum resectum (Haller ex Brid.) P. Beauv.
- Splachnum rubrum Hedw.
- Splachnum rudolphianum Garov.
- Splachnum scabrisetum Hook.
- Splachnum semivacuum (Brid.) P. Beauv.
- Splachnum sphaericum Hedw.
- Splachnum squarrosum Hook.
- Splachnum tenue Dicks. ex With.
- Splachnum turbinatum Brid.
- Splachnum turnerianum Dicks.
- Splachnum vasculosum Hedw.
- Splachnum weberbaueri Reimers